# فرانك كوفاكس
فرانك كوفاكس (بالإنجليزية: Frank Kovacs)‏ مواليد 4 ديسمبر 1919 في أوكلاند، كان لاعب كرة مضرب أمريكي بدأ مسيرته كمحترف سنة 1941 وكان يلعب باليد اليمنى، اعتزل اللعب في 1957. أعلى تصنيف له في الفردي كان المركز الـ 3 في سنة 1946.